# Михайло Васильович Чорторийський
Михайло Васильович Чорторийський (бл. 1420 — 1478/1489) — князь чорторийський (1440–1460 рр.), клеванський (після 1460–1478/89 рр.).

## Життєпис
У джерелах згадується в 1442—1478 роках.
Після «падіння» великого князя Свидригайла Ольгердовича супроводжував Владислава III Варненчика у військовому поході на Угорщину, Буду. В червні 1442 Владислав III Варненчик дав грамоту, на дозвіл вживати печатку з Погонею «яку від батька та діда уживали». 1443 року Владислав III надав йому Новицю під Галичем. Разом з братом Іваном сприяв тому, що Луцьк перейшов під владу Литви. У 1442 р. отримав від нього привілей для «трьох братів наших Івана, Олександра і Михайла, князів на Чорторийську, тим князям кревним своїм, дозволяю вживати печатку княжу, яку від батька і діда уживали, тобто озброєного вершника що тримає в руці меч оголений» (ще один аргумент на користь походження Чорторийських від Костянтина Ольгердовича). Довший час — 1443—1451 рр. — був надвірним маршалком Свидригайла на Волині, після його смерті став намісником (старостою) брацлавським, тобто фактично очолив оборону південних кордонів.
Свидригайло надав йому в 1445-51 рр.: Ричов над Стиром, в Луцькому повіті — Олишов, Дерев'яне, Диково, Суховці, Чарнковиць, монастир Св. Миколая в Клевані та Холопи над р. Случ. 1446 року отримав Старий Жуків, від чого пізніше став підписуватись «князь на Клевані і Жукові».
1463 року з Польщі на просьбу Кафи в Таврії був посланий збройний загін з 500 чоловік. Під Брацлавом хтось із загону мав сутичку з охороною Брацлавського замку, через що було спалене місто. Князь Михайло наздогнав зі своїми людьми загін і всі вони полягли в бою. Тоді ж Кафа була взята турками.
1478 р. з великим трудом вдалося оборонити брацлавський замок, а місто і цілий край був спалений і спустошений ординцями. В 1489 р. брацлавським намісником був князь Андрій Сангушко, тобто князь Михайло помер між тими двома датами.
Був у війську короля Владислава III Варненчика. Опікувався монастирем св. Миколая у Клевані. Дружина Марія отримала від короля Олександра 4 вересня 1504 року грамоту на монастир в Пересопниці. 1501 року король надав «вічну коляцію» дружині на монастир та землю в Пересопниці.

### Сім'я
Був одружений з дочкою луцького намісника Немири Резановича Софією. Дочка Ганна була одружена з князем Іваном Юрійовичем Дубровицьким (?—1481).